# Peter Manteifel
Peter Manteifel sau Petr Manteufel (rusă: Пётр Александрович Манте́йфель) (n. 18 (30) iunie 1882, Moscova, Imperiul Rus — d. 24 martie 1960 (77 ani), Moscova, URSS) a fost unul dintre cei mai renumiți naturaliști zoologi ruși, om de știință emerit al RSFSR (titlu onorific acordat în 1958). A primit Premiul Stalin gradul al doilea (în 1941).

## Biografie
S-a născut la Moscova, fiind fiul scriitorului și muzicianului Alexander Manteifel (Александра Петровича Мантейфеля).
A fost Director Științific la grădina zoologică din Moscova în perioada 1924-1936.

## Cărți și articole (selecție)
- Размножение соболей и куниц в Московском зоопарке // Пушное дело, № 7, 1929
- Рассказы натуралиста (1937) - tradusă în limba română ca Istorisirile unui naturalist de P. Manteifel, Ed. Ion Creangă, 1990
- Кондо-Сосьвинский госзаповедник // В тайге и в степи. Очерки и рассказы, Свердловск (1939) (cu sensul de  // În taiga și în stepă. Eseuri și povestiri scurte)
- Заметки натуралиста (1961) (cu sensul de Notițele unui naturalist)

## Vezi și
- Naturalism (literatură)